# Marianne Slongo

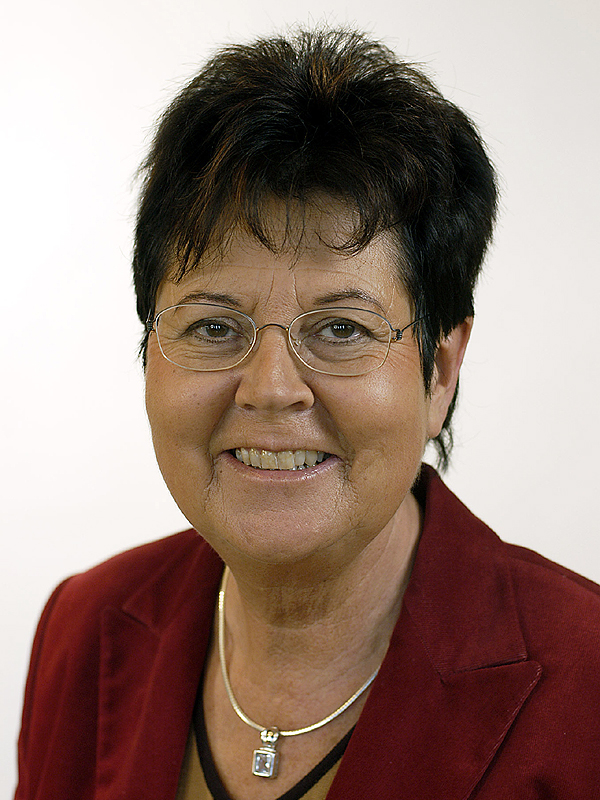
Marianne Slongo

Marianne Slongo (* 9. Juni 1948 in Stans) ist eine Schweizer Politikerin (CVP).

## Biografie
Marianne Slongo, die als Bauunternehmerin tätig ist, begann ihre politische Laufbahn als Vertreterin der CVP mit der Wahl zur Landrätin des Kantons Nidwalden. Zwischen 1996 und 1998 war sie als erste Frau dessen Präsidentin.
Bei den Schweizer Parlamentswahlen 1995 kandidierte sie als Nationalrätin, verlor allerdings gegen Eduard Engelberger. Im Jahr 1999 wurde sie als Nachfolgerin von Peter-Josef Schallberger zur Vertreterin des Kantons Nidwalden im Ständerat gewählt. 2007 verzichtete sie auf eine erneute Kandidatur. Ihr Nachfolger als Vertreter im Ständerat wurde Paul Niederberger.
Slongo war ausserdem Mitglied des Vorstandes des Schweizerischen Gewerbeverbandes.
Slongo ist verheiratet und hat drei Kinder.